# Библиография Ричарда Мэтисона
Статья содержит перечень произведений, автором которых является Ричард Мэтисон — американский писатель и сценарист, работавший в жанрах фэнтези, ужасов и научной фантастики.

## Список произведений

### Сериалы

#### Shock!: Thirteen Tales to Thrill and Terrify (1961)
- Книжный червь / One for the Books (1955)
- Пляска мертвецов / Dance of the Dead  [= Танец мертвеца]
- Человек-праздник / The Holiday Man (1957)
- Монтаж / Mantage (1959)
- Запросто, по-соседски... / The Distributor  [= Дистрибьютор] (1957)
- The Splendid Source (1956)
- Лемминги / Lemmings (1957)
- На краю / The Edge (1958)
- Звонок издалека / Long Distance Call  [= Sorry, Right Number] (1953)
- Дети Ноя / The Children of Noah  [= Потомки Ноя] (1957)
- Корабль смерти / Death Ship  [= Разбитый корабль] (1953)
- The Creeping Terror  [= A Touch of Grapefruit] (1959)
- Legion of Plotters (1953)

### Shock 2 (1964)
- Brother to the Machine (1952)
- Из мест, покрытых тьмой / From Shadowed Places (1960)
- A Flourish of Strumpets (1956)
- Ах, эта Джулия! / The Likeness of Julie  [= Жар желания] (1962)
- The Man Who Made the World (1953)
- Descent (1954)
- Deadline (1959)
- Crickets (1960)
- Никаких вампиров не существует! / No Such Thing as a Vampire  [= Не просто вампир] (1959)
- Mute (1963)
- Большой Сюрприз / Big Surprise  [= What Was in the Box] (1959)
- Lazarus II (1953)
- Day of Reckoning  [= «Graveyard Shift», «The Faces»] (1960)

#### Shock 3 (1966)
- Full Circle (1953)
- Return (1951)
- Дом Слотера / Slaughter House (1953)
- Witch War (1951)
- Nightmare at 20,000 Feet (1963)
- Девушка моих грез / Girl of My Dreams (1963)
- Miss Stardust (1955)
- Первая годовщина / First Anniversary (1960)
- When the Waker Sleeps  [= The Waker Dreams] (1950)
- Shock Wave (1963)
- The Disinheritors (1952)
- "Tis the Season To Be Jelly (1963)
- The Jazz Machine (1962)

#### Shockwaves (1970)
- Жертва / Prey  [= Добыча] (1969)
- Wet Straw (1953)
- The Finishing Touches (1970)
- Come Fygures, Come Shadowes (1970)
- Day of Reckoning  [= «Graveyard Shift», «The Faces»] (1960)
- Therese  [= Needle in the Heart] (1968)
- Letter to the Editor  [= Advance Notice] (1952)
- Dying Room Only (1953)
- A Drink of Water (1967)
- The Conqueror (1954)
- The Thing (1951)
- Deus Ex Machina (1963)
- Finger Prints (1962)
- A Visit to Santa Claus  [= I’ll Make It Look Good] (1957)

#### Сценарии «Сумеречной Зоны» / The Twilight Zone Scripts
- The Last Flight (1960)
- A World of Difference (1960)
- A World of His Own (1960)
- Nick of Time (1960)
- Пришельцы (1961)
- Once Upon a Time (1961)
- Little Girl Lost (1962)
- Young Man's Fancy (1962)
- Mute (1963)
- Death Ship (1963)
- Steel (1963)
- Nightmare at 20,000 Feet (1963)
- Night Call (1964)
- Spur of the Moment (1964)

### Романы
- 1953 Кто-то истекает кровью / Someone Is Bleeding
- 1953 Ярость в воскресенье / Fury on Sunday
- 1954 Я — легенда / I Am Legend
- 1954 Woman
- 1956 Путь вниз (другие названия - Сжимающийся человек, Невероятный уменьшающийся человек) / The Shrinking Man
- 1958 Отзвуки эха / A Stir of Echoes
- 1959 Ride the Nightmare
- 1960 The Beardless Warriors
- 1964 Comedy of Terrors
- 1971 Адский дом / Hell House
- 1975 Время возврата бюллетеней / Bid Time Return   [= Somewhere in Time]
- 1978 Куда приводят мечты / What Dreams May Come   [= Какие сны приходят]
- 1982 Earthbound
- 1991 Journal of the Gun Years
- 1993 The Gunfight
- 1993 7 Steps to Midnight
- 1994 Shadow on the Sun
- 1995 Now You See It...
- 1996 The Memoirs of Wild Bill Hickok
- 2000 Passion Play
- 2000 Hunger And Thirst
- 2001 Camp Pleasant
- 2002 Abu and the 7 Marvels
- 2002 Hunted Past Reason
- 2003 Come Fygures, Come Shadowes
- 2006 The Link
- 2011 Other Kingdoms
- 2012 Generations

### Повести и рассказы
- Абсолютно всё, что там было
- Воздушный замок
- Шедевр
- 1950 Рожденный мужчиной и женщиной / Born of Man and Woman   [= «Рожденный от мужчины и женщины», «Родители были людьми»]
- 1950 Третья от Солнца / Third from the Sun
- 1950 When the Waker Sleeps   [= The Waker Dreams]
- 1951 Выпей мою кровь / Drink My Red Blood   [= «Blood Son», «Drink My Blood» / «Маленький Дракула», «Выпей крови моей»]
- 1951 Дело в шляпе / Clothes Make the Man
- 1951 Белое шёлковое платье / Dress of White Silk
- 1951 Какое бесстыдство! / The Foodlegger   [= F---]
- 1951 Gunsight
- 1951 Return
- 1951 The Thing
- 1951 Through Channels
- 1951 Witch War
- 1952 Brother to the Machine
- 1952 The Disinheritors
- 1952 Letter to the Editor   [= Advance Notice]
- 1952 Lover, When You're Near Me
- 1952 Mad House
- 1952 Одинокая венерианка / SRL Ad   [= «Одинокая венусианка», «Платное объявление о знакомстве»]
- 1952 To Fit the Crime
- 1952 Shipshape Home
- 1953 Феномен исчезновения / Disappearing Act // Соавтор: Альфред Бестер
- 1953 Корабль смерти / Death Ship   [= Разбитый корабль]
- 1953 Dying Room Only
- 1953 Full Circle
- 1953 The Last Day
- 1953 Lazarus II
- 1953 Legion of Plotters
- 1953 Little Girl Lost
- 1953 Звонок издалека / Long Distance Call   [= Sorry, Right Number]
- 1953 The Man Who Made the World
- 1953 Mother by Protest   [= Trespass]
- 1953 Дом Слотера / Slaughter House
- 1953 The Wedding
- 1953 Wet Straw
- 1954 Being
- 1954 The Conqueror
- 1954 The Curious Child
- 1954 Пляска мертвецов / Dance of the Dead   [= Танец мертвеца]
- 1954 Dear Diary
- 1954 Descent
- 1954 The Doll That Does Everything
- 1954 Go West, Young Man
- 1954 Тест / The Test
- 1954 The Traveller
- 1954 When Day Is Dun
- 1955 Boy in the Rocks
- 1955 The Funeral
- 1955 Miss Stardust
- 1955 Книжный червь / One for the Books
- 1955 Pattern for Survival
- 1955 Too Proud to Lose
- 1956 A Flourish of Strumpets
- 1956 The Splendid Source
- 1956 Стальной человек / Steel
- 1957 Дети Ноя / The Children of Noah   [= Потомки Ноя]
- 1957 Человек-праздник / The Holiday Man
- 1957 Лемминги / Lemmings
- 1957 Old Haunts
- 1957 A Visit to Santa Claus   [= I’ll Make It Look Good]
- 1957 Запросто, по-соседски... / The Distributor   [= Дистрибьютор]
- 1958 На краю / The Edge
- 1959 Большой Сюрприз / Big Surprise   [= What Was in the Box]
- 1959 The Creeping Terror   [= A Touch of Grapefruit]
- 1959 Deadline
- 1959 Монтаж / Mantage
- 1959 Никаких вампиров не существует! / No Such Thing as a Vampire   [= Не просто вампир]
- 1960 Crickets
- 1960 Из мест, покрытых тьмой / From Shadowed Places
- 1960 Day of Reckoning   [= «Graveyard Shift», «The Faces»]
- 1960 Первая годовщина / First Anniversary
- 1962 Finger Prints
- 1962 Немой / Mute
- 1962 Кошмар на высоте 20000 футов / Nightmare at 20,000 Feet
- 1962 Ах, эта Джулия! / The Likeness of Julie   [= Жар желания] [as Logan Swanson]
- 1963 Crescendo   [= Shock Wave]
- 1963 Deus Ex Machina
- 1963 Девушка моих грез / Girl of My Dreams
- 1963 «Tis the Season To Be Jelly
- 1963 Shock Wave
- 1965 Interest
- 1967 A Drink of Water
- 1968 Therese   [= Needle in the Heart]
- 1969 Жертва / Prey   [= Добыча]
- 1970 Кнопка, кнопка... / Button, Button   [= Нажмите кнопку]
- 1970 By Appointment Only
- 1970 Come Fygures, Come Shadowes
- 1970 The Finishing Touches
- 1970 «Til Death Do Us Part
- 1971 Дуэль / Duel   [= Поединок]
- 1972 The Enemy Within
- 1980 Where There's a Will // Соавтор: Ричард Кристиан Мэтисон
- 1982 The Doll
- 1983 And Now I'm Waiting
- 1984 Blunder Buss
- 1985 More Than We Apear To Be
- 1986 Getting Together
- 1987 Buried Talents
- 1987 The Near Departed
- 1988 Shoo Fly
- 1989 Person to Person
- 1991 Two O’Clock Session
- 1993 Of Death and Thirty Minutes
- 1993 Little Jack Cornered
- 1999 Always Before Your Voice
- 1999 Relics
- 2000 And In Sorrow
- 2002 All and Only Silence
- 2002 Заключенный / The Prisoner
- 2002 Phone Call from Across the Street
- 2002 That Was Yesterday
- 2002 Mirror, Mirror...
- 2002 Maybe You Remember Him
- 2004 Revolution
- 2004 The Puppy
- 2004 Little Girl Knocking At My Door
- 2004 Cassidy's Shoes
- 2004 The Hill
- 2004 Intergalactic Report

### Документальные произведения
- 1993 The Path: A New Look at Reality
- 1995 Глава книги «Роберт Блох: воздаяние Мастеру» (Предисловие к «Еноху») / Robert Bloch: Appreciations of the Master (Introduction to “Enoch”)
- 2000 Medium's Rare
- 2002 A Primer of Reality

### Стихи
- 1962 The Jazz Machine

### Пьесы
- 1962 Кошмар на высоте 20000 тысяч футов / Nightmare at 20,000 Feet

### Киносценарии
- 1957 The Incredible Shrinking Man
- 1960 House of the Usher   [= The Fall of the House of Usher]
- 1960 The Last Flight
- 1960 A World of Difference
- 1960 A World of His Own
- 1960 Nick of Time
- 1961 Pit and the Pendulum
- 1961 Master of the World
- 1961 The Invaders
- 1961 Once Upon a Time
- 1962 Tales of Terror
- 1962 Night of the Eagle   [= Burn, Witch, Burn!]
- 1962 Little Girl Lost
- 1962 Young Man's Fancy
- 1963 The Birds
- 1963 The Raven
- 1963 Mute
- 1963 Death Ship
- 1963 Steel
- 1963 Nightmare at 20,000 Feet
- 1964 The Last Man On Earth   [= The Omega Man (1971), Night Creatures]
- 1964 The Comedy of Terrors
- 1964 Night Call
- 1964 Spur of the Moment
- 1966 «Враг изнутри» («Звёздный путь: Оригинальный сериал»)
- 1968 The Devil Rides Out   [= The Devil's Bride]
- 1971 Duel
- 1972 The Night Stalker
- 1973 The Night Strangler
- 1973 Dracula
- 1973 The Legend of Hell House
- 1974 The Night Killers
- 1974 The Morning After
- 1974 Scream of the Wolf
- 1975 Trilogy of Terror   [= «Tales of Terror», «Terror of the Doll»]
- 1977 Dead of Night
- 1980 Somewhere in Time
- 1983 Jaws III-D
- 1986 Steven Spielberg's Amazing Stories
- 1990 The Dreamer of Oz
- 1994 Twilight Zone: Rod Serling's Lost Classics
- 1998 «Куда приводят мечты» / What Dreams May Come
- 1999 A Stir of Echoes
- 2004 Creature
- 2004 Appointment in Zahrain

### Сборники
- 1954 Born of Man and Woman
- 1955 Third from the Sun
- 1957 The Shores of Space
- 1961 Shock!: Thirteen Tales to Thrill and Terrify
- 1964 Shock 2
- 1966 Shock 3
- 1970 Shockwaves
- 1986 Richard Matheson's Twilight Zone Scripts [Vol.1]
- 1986 Scars and Other Distinguishing Marks   [= Scars] // Соавтор: Ричард Кристиан Мэтисон
- 1986 Richard Matheson's Twilight Zone Scripts [Vol.2]
- 1987 Ghost Trilogy
- 1989 Richard Matheson: Collected Stories
- 1994 By the Gun
- 1995 I Am Legend
- 1995 The Incredible Shrinking Man (coll.)
- 2000 Nightmare at 20,000 Feet
- 2002 Duel
- 2002 Offbeat: Uncollected Stories
- 2002 Pride // Соавтор: Ричард Кристиан Мэтисон
- 2004 Richard Matheson's Kolchak Scripts
- 2004 Darker Places
- 2004 Unrealized Dreams
- 2006 Bloodlines: Richard Matheson's Dracula, I Am Legend And Other Vampire Stories

### Прочие произведения
- 1965 Afterword (Magic Man and Other Science-Fantasy Stories)
- 1978 Introduction (Rod Serling's Other Worlds)
- 1988 Introduction to «Last Rites
- 2004 Introduction to Creature
- 2004 Introduction [to "Darker Places"]